# Menetia
Menetia is een geslacht van hagedissen uit de familie skinken (Scincidae).

## Naam en indeling
De wetenschappelijke naam van de groep werd voor het eerst voorgesteld door John Edward Gray in 1845. Er zijn vijf soorten. Vroeger was het soortenaantal hoger, maar een aantal soorten wordt tegenwoordig tot het geslacht Pygmaeascincus gerekend.

## Uiterlijke kenmerken
De soorten behoren tot de kleinste skinken ter wereld, Menetia greyii bereikt een lichaamslengte van 2,5 centimeter. De staart is langer dan het lichaam. De poten zijn goed ontwikkeld, de voorpoten dragen vier vingers en de achterpoten vijf tenen.
De onderste oogleden zijn vergroeid met de bovenste oogleden, het ooglid is doorzichtig en vormt een soort vaste 'bril' over het oog. De gehooropeningen zijn zeer klein en hebben geen kleine lobjes zoals bij verwante skinken voorkomt.

## Verspreiding en habitat
Alle soorten komen endemisch voor in delen van Australië en leven in de staten New South Wales, Noordelijk Territorium, Queensland, West-Australië, Victoria en Zuid-Australië. De habitat bestaat uit drogere streken zoals graslanden en bossen.
Door de internationale natuurbeschermingsorganisatie IUCN is aan alle soorten de beschermingsstatus 'veilig' (Least Concern of LC) toegewezen.

## Levenswijze
Op het menu staan kleine insecten zoals zilvervisjes, wantsen en andere ongewervelden.
De vrouwtjes zetten eieren af op de bodem. Van de soort Menetia greyii is bekend dat de dieren zich maagdelijk voortplanten.

## Soorten
Het geslacht omvat de volgende soorten, met de auteur en het verspreidingsgebied.
| Naam             | Auteur        | Verspreidingsgebied                                                                                       |
| ---------------- | ------------- | --- |
| Menetia alanae   | Rankin, 1979  | Australië (Noordelijk Territorium)                                                                        |
| Menetia concinna | Sadlier, 1984 | Australië (Noordelijk Territorium)                                                                        |
| Menetia greyii   | Gray, 1845    | Australië (New South Wales, Noordelijk Territorium, Queensland, West-Australië, Victoria, Zuid-Australië) |
| Menetia maini    | Storr, 1976   | Australië (Noordelijk Territorium, Queensland, West-Australië)                                            |
| Menetia surda    | Storr, 1976   | Australië (West-Australië)                                                                                |